# Acid1
Acid1, originalmente denominado de Box Acid Test (em português: Prova de Fogo da Caixa ou Teste Rigoroso da Caixa), é uma página de teste para navegadores. Ela foi desenvolvida em outubro de 1998 e foi importante para estabelecer a interoperabilidade entre os primeiros navegadores, especialmente para a especificação 1.0 do Cascading Style Sheets (CSS).
Tal como acontece com os testes de ácido para o ouro, que produzem uma avaliação rápida e evidente da qualidade de um pedaço de metal, os testes do Acid foram concebidos para produzir uma indicação clara da conformidade de um navegador com os padrões web.

## História

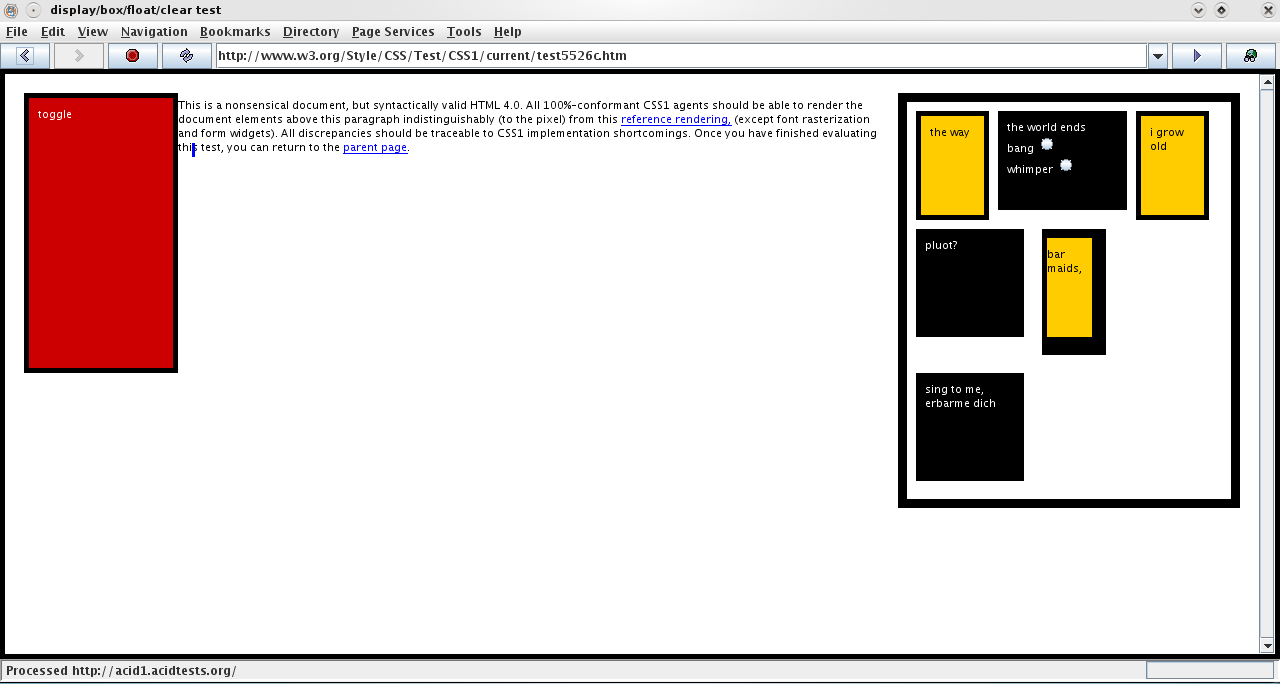
Navegador Lobo, versão 0.98.4, falhando no teste Acid1

O Acid1 testa muitas características em uma página com uma imagem de referência. Todos os principais navegadores passam no teste Acid1.
Acid1 foi desenvolvido por Todd Fahrner, que estava frustrado com a falta de testes rigorosos para melhorar a interoperabilidade entre os navegadores. Depois de ver os testes desenvolvidos por Braden McDaniel que utilizaram renderizações de referência para esclarecer o resultado pretendido, Fahrner desenvolveu um teste abrangente, que resultou em um peculiar aspecto gráfico. Em 1999, o teste foi incorporado ao conjunto de testes do CSS 1.
O texto usado no Acid1 é uma alusão ao poema de T. S. Eliot, The Hollow Men. Acid1 é incluído como um ovo de Páscoa offline, acessado digitando about:tasman, no Internet Explorer 5 para Mac OS com o texto substituído pelos nomes dos desenvolvedores. O Acid1 serviu de inspiração para a criação dos testes Acid2 e Acid3.